# Jazz in Duketown
Jazz in Duketown is het grootste gratis jazzfestival van Europa in de open lucht dat draait op vrijwilligers. Het wordt georganiseerd tijdens Pinksteren in de binnenstad van 's-Hertogenbosch en trekt jaarlijks tussen de 130.000 en 150.000 bezoekers.
Het festival wordt gehouden op 10 verschillende podia in de stad. Daarbij worden door bekende en minder bekende artiesten in totaal zo'n 80 verschillende concerten gehouden in verschillende hedendaagse jazz-stijlen met cross-overs richting soul, blues, funk, wereldmuziek en dance.

## Geschiedenis
De geschiedenis van dit festival gaat terug tot 1962, toen de plaatselijke VVV op de Markt onder deze naam een jazzfestival organiseerde, met een street parade en een jamsessie rond middernacht. Het bestond toen uit een vrijdagavond in de zomer. In 1971 werd het festival omgedoopt tot "Den Bosch vol muziek", waar jazz deel van uitmaakte. In 1974 kreeg het festival zijn oorspronkelijke naam weer terug, maar het besloeg toen niet meer een avond maar drie hele dagen. Aanvankelijk werd er voornamelijk traditionele jazzmuziek gespeeld; vanaf 1977 werden er nieuwe elementen aan toegevoegd.
In 1982 werd de organisatie van het festival verzelfstandigd ondergebracht in een stichting. In dat jaar trad de Big Band Den Bosch voor het eerst op: een groep die geformeerd werd uit leerlingen van de Bossche muziekschool, de Jazz werkplaats. Deze groep treedt sindsdien elk jaar op tijdens het festival.
Tijdens de 46e editie van Jazz in Duketown moest het hoofdpodium wijken van de Parade naar de Markt. Dit had te maken met het WK Handboogschieten in 2019.
In 2020 ging het festival niet door in verband met COVID-19. In plaats hiervan werden flash-backs gegeven op onder andere de sociale mediakanalen van het festival.
Tijdens het pinksterweekend van 2021 vond Jazz in Duketown weer plaats. Dit wordt als de 47e editie gezien. 2020 wordt namelijk niet meegeteld als editie. Dit jaar waren er live optredens zonder aanwezig publiek. Er waren 30 optredens via livestreams te volgen.
Van 3 t/m 6 juni 2022 vond de 48e editie van Jazz in Duketown weer plaats in de openlucht / binnenstad van 's-Hertogenbosch. Eerste pinksterdag viel een groot aantal optredens uit wegens de enorme regenbuien door de dag heen.
In 2022 traden ook de finalisten van de Karel van Eerd Music Award op tijdens Jazz in Duketown.
Tijdens het pinksterweekend van 2024 (17 t/m 19 mei) vierde Jazz in Duketown haar 50ste editie.

## Podia
Er zijn verschillende podia waar de artiesten optreden. De locaties zijn: Parade, Markt, Kerkplein, Hotel Central, Uilenburg, Museumplein, Willem II concertzaal, Torenstraat, Podium Azijnfabriek, Minderbroedersplein (inmiddels geen locatie meer) en Lepelstraat (inmiddels geen locatie meer).
In 2022 werd er een nieuwe locatie toegevoegd waar Jazz in Duketown plaatsvond. Dit was de Theater aan de Parade dat dit jaar nog in de Verkadefabriek huishield. Voor de allereerste keer dient het nieuwe Theater aan de Parade als binnen locatie tijdens Jazz in Duketown.

## Bekende artiesten
Een aantal bekende artiesten hebben de revue al gepasseerd bij Jazz in Duketown, zoals: Benjamin Herman / New Cool Collective, Michelle David, Peter Beets, Typhoon, Monty Alexander, Jazzmeia Horn, Ntjam Rosie, Candy Dulfer, Hans Dulfer, Sven Hammond, Marcus Miller, Richard Bona, Joshua Redman en Gregory Porter.

## Kytecrash
Een band die tijdens het festival ontstond was Kytecrash, een uiterst succesvolle samenwerking tussen de trompettisten Colin Benders (Kyteman) en Eric Vloeimans (Gatecrash). Deze band bracht een album uit en speelde daarna op vele (jazz)festivals.

## Dr. Jazz
Tijdens de 50e editie van Jazz in Duketown werd een theatervoorstelling gegeven. Er werd een ode gegeven aan de jazzscene sinds de Tweede Wereldoorlog, waarbij jazz symbool staat voor vrijheid en rebellie.

## Fotogalerij

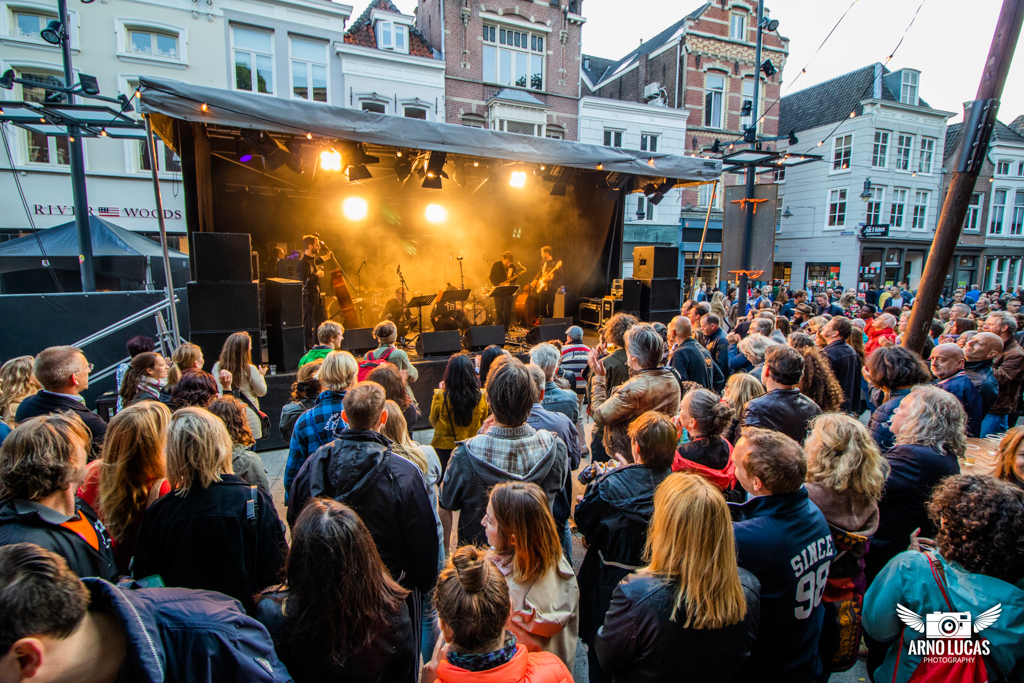
Een vol Kerkplein tijdens Jazz in Duketown (2019)
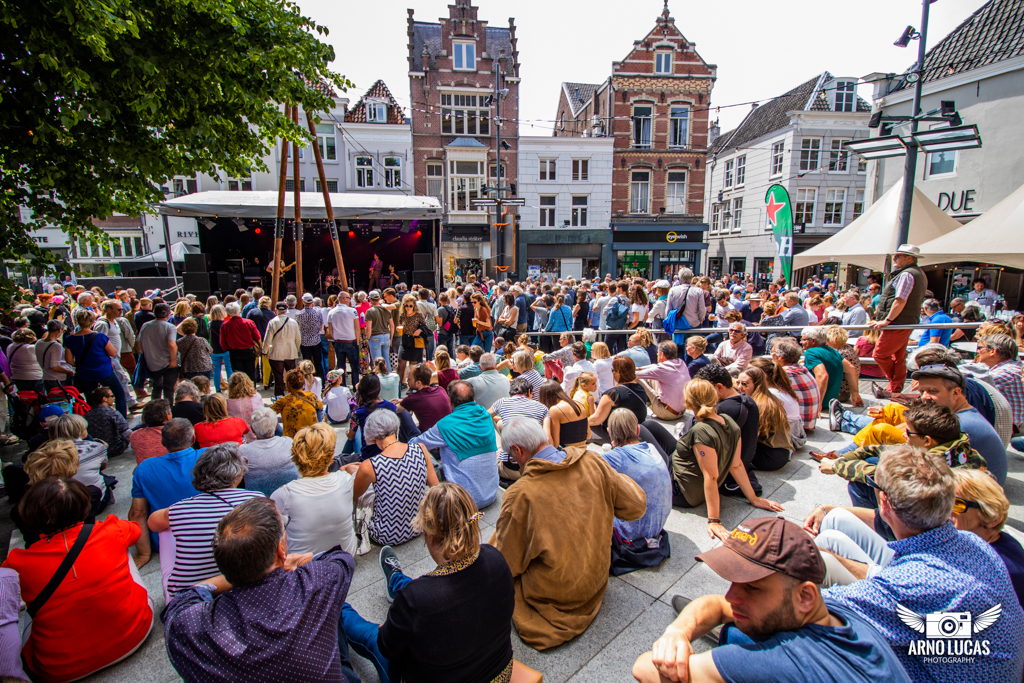
Een vol Kerkplein tijdens Jazz in Duketown (2019)
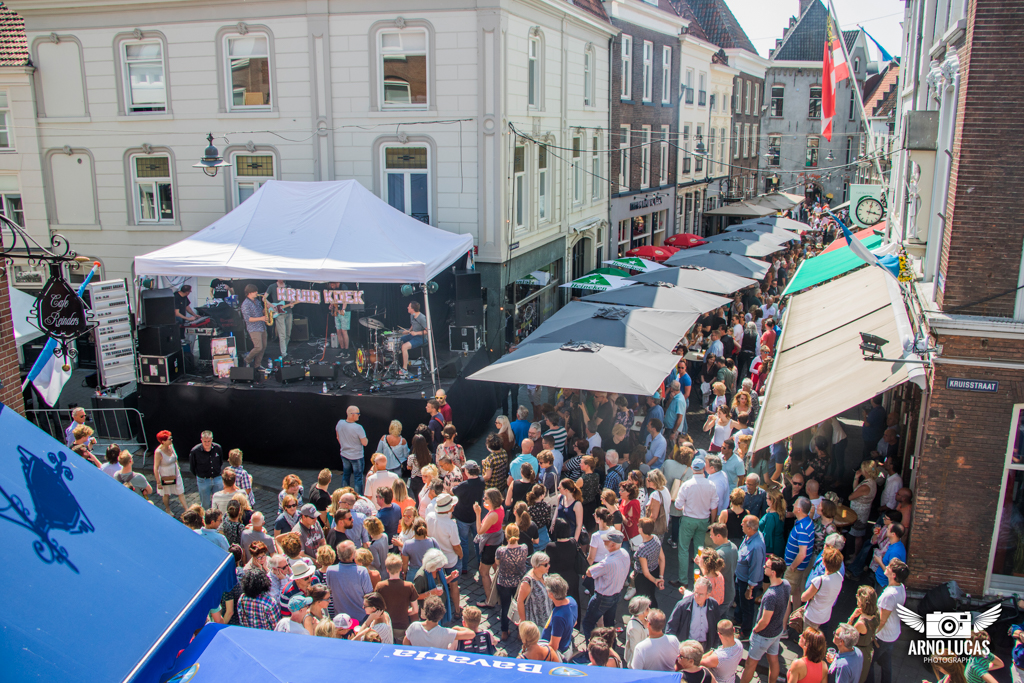
Een volle Uilenburg tijdens Jazz in Duketown (2018)
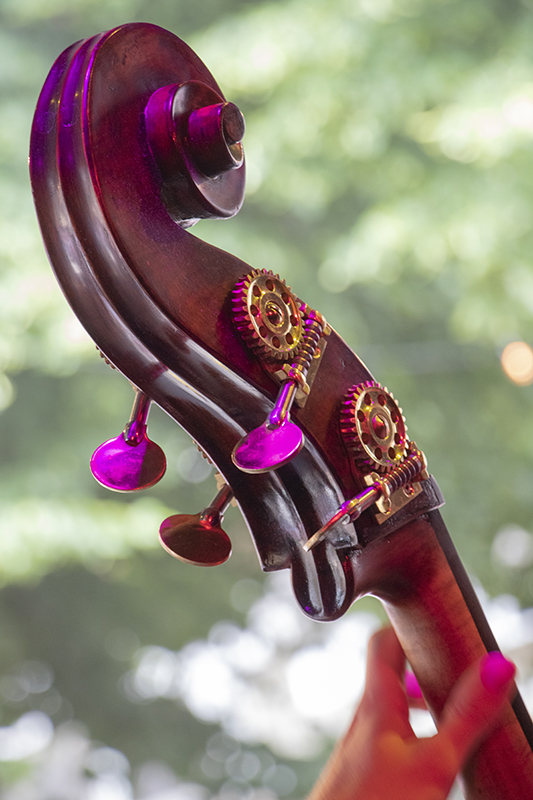
Een contrabas die op het Kerkplein muziek aan het maken was (2019)
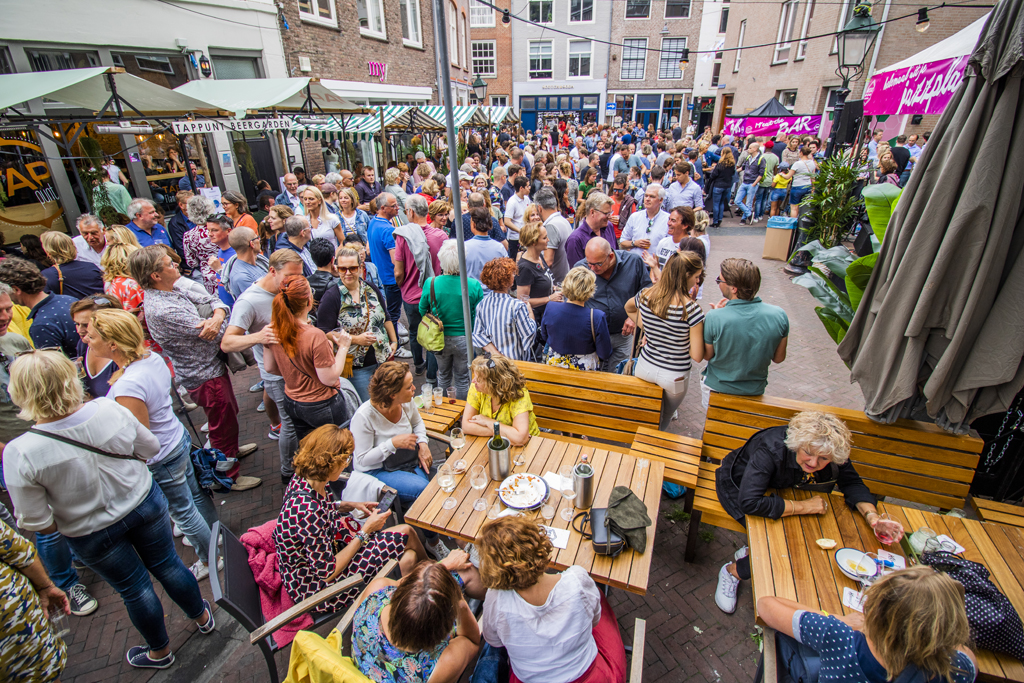
Een vol Minderbroedersplein tijdens Jazz in Duketown (2019)
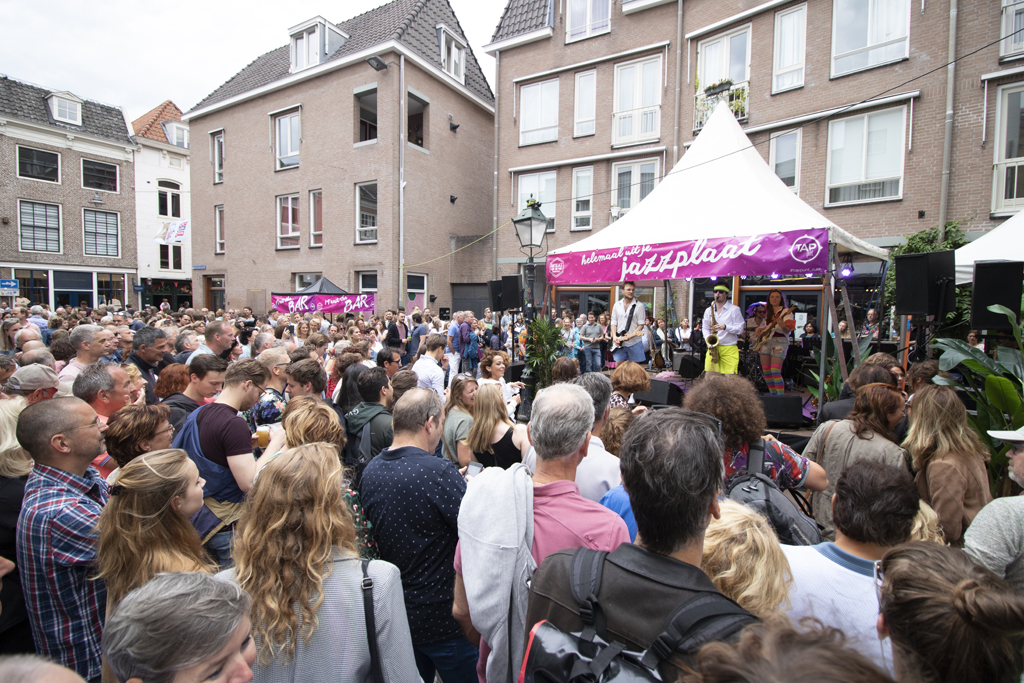
Een vol Minderbroedersplein tijdens Jazz in Duketown (2019)
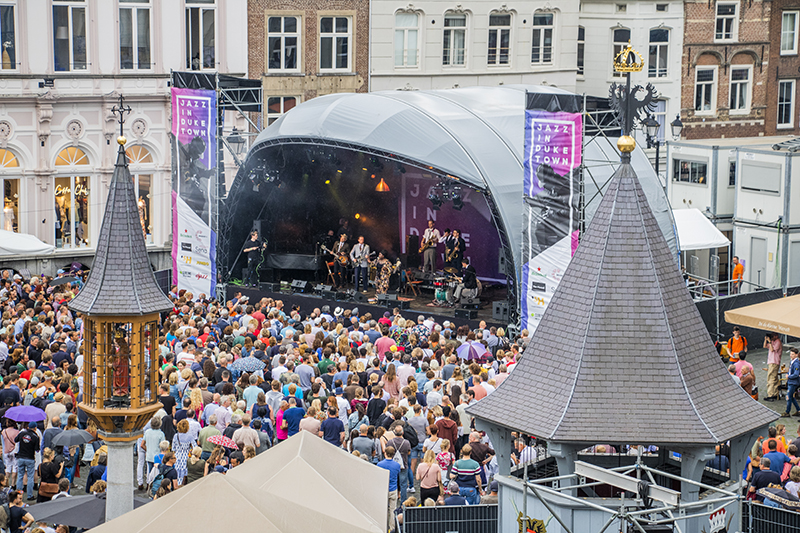
Jazz in Duketown, podium op de Markt (2019)
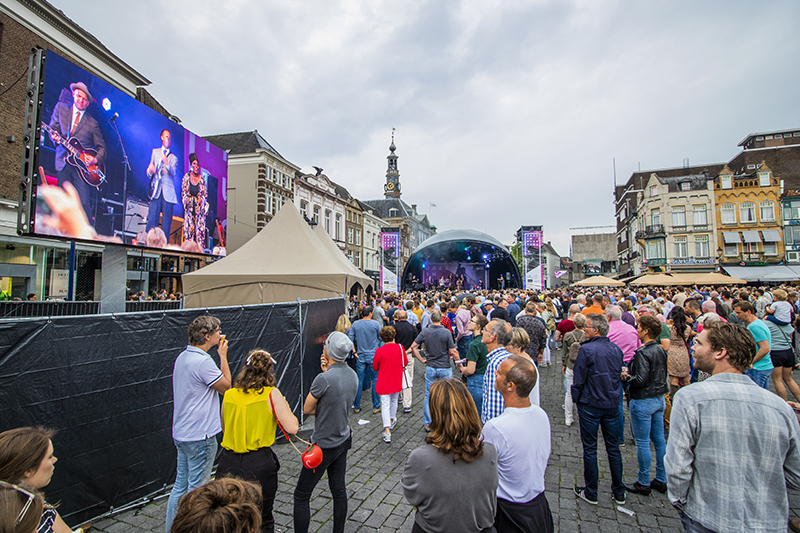
Jazz in Duketown, podium op de Markt (2019)
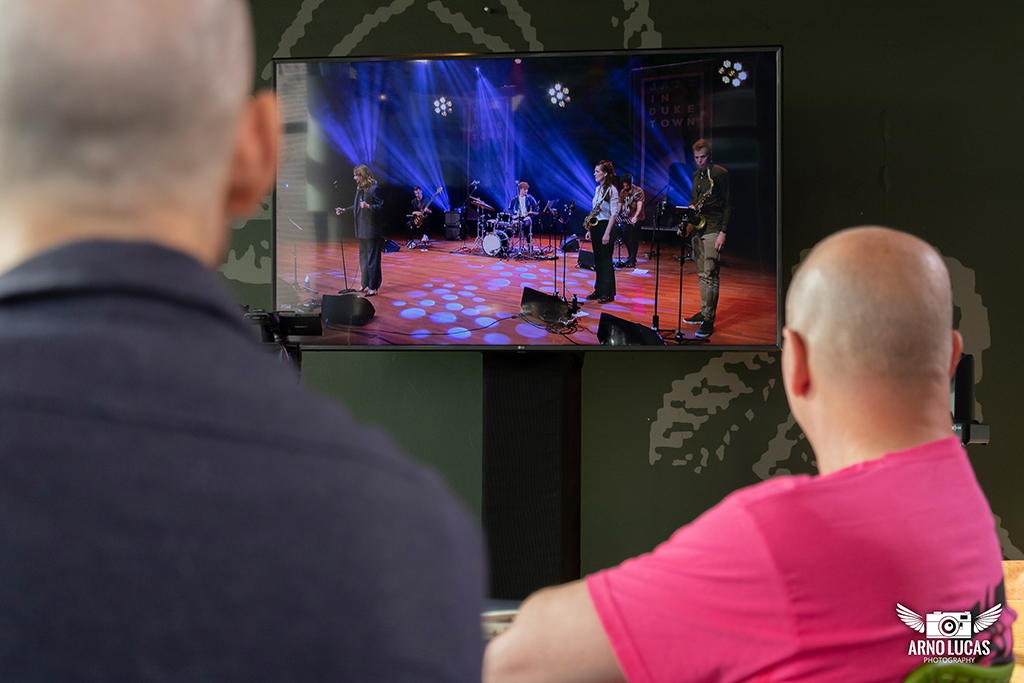
Jazz in Duketown 2021 werd uitgezonden via livestreams
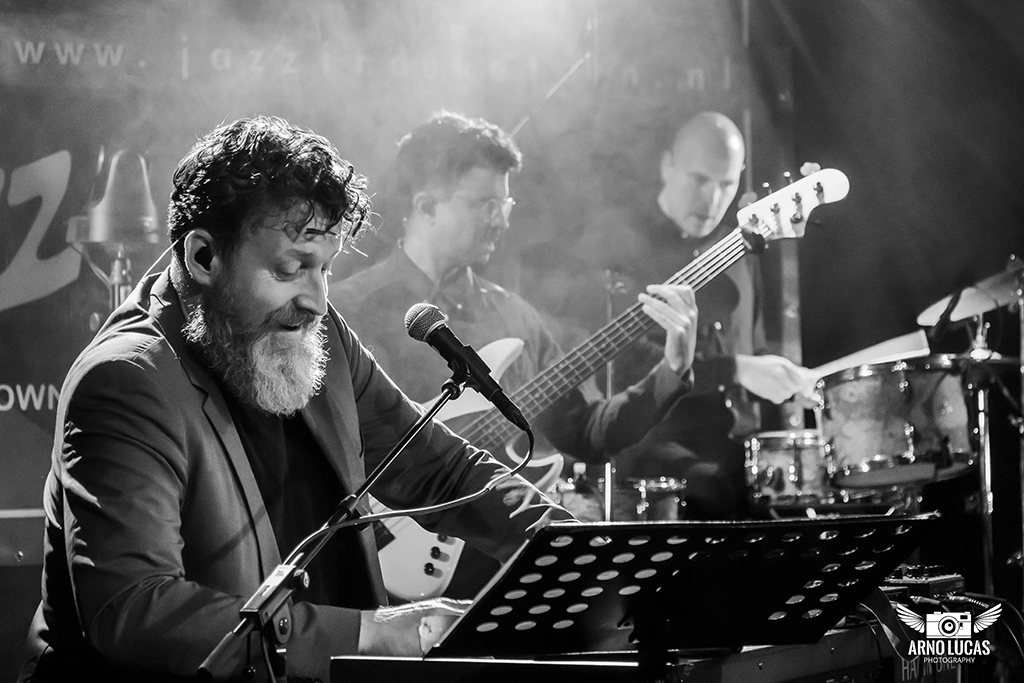
Sven Hammond tijdens Jazz in Duketown 2021
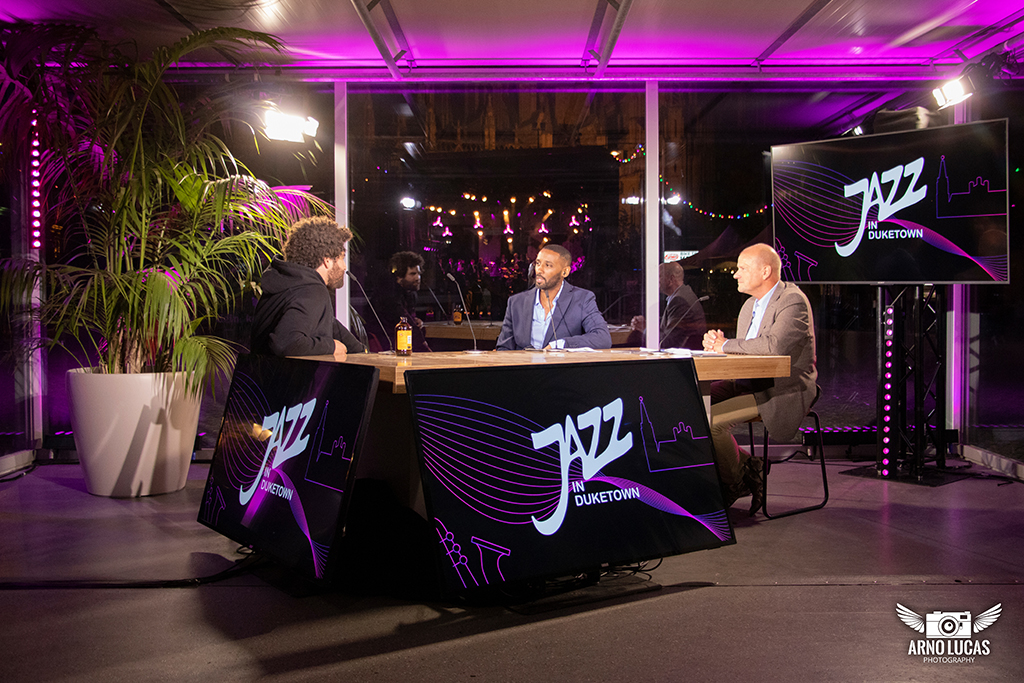
In 2022 werd Jazz in Duketown TV live uitgezonden vanaf de Parade

## Trivia
In 2012 is het Conservatorium Talent Award in het leven geroepen door initiator Bert Boeren (destijds programmeur bij Jazz in Duketown). Deze Awardshow biedt een podium aan aanstormende jazzmuzikanten en vindt voorafgaand aan Jazz in Duketown plaats. De winnaar(s) treedt/treden op tijdens Jazz in Duketown.
Tijdens de 49ste editie van Jazz in Duketown konden bezoekers voor het eerst gebruik maken van een app. Dit zou de papieren blokkenschema vervangen.
2024 werd als jubileumjaar gezien; toen hield het festival haar 50ste editie.